# Chartreuse (licor)
El Chartreuse és un licor fabricat pels monjos cartoixans a Voiron, al departament francès de l'Isèra. Està compost d'alcohol de vi destil·lat aromatitzat amb 130 herbes diferents, sent l'abans mencionada l'única coneguda pel públic. Es tracta d'un licor habitual en algunes mescles de begudes alcohòliques com poden ser el Brandy Daisy o el The Royal Tribute Cocktail.
En honor al primer manuscrit on hi ha la primera menció al que avui dia coneixem com a Chartreuse, cada 16 de maig se celebra el Dia del Chartreuse.

## Tipus
Hi ha dos tipus principals de Chartreuse:
- El Chartreuse verd, de 55 graus. El color verdós és degut a la clorofil·la.
- El Chartreuse groc, de 40 o 43 graus. Té les mateixes herbes que el verd però en diferents proporcions, i és més suau i dolç.

Altres tipus de Chartreuse són:
- El Chartreuse VEP (Vieillissement Exceptionnellement Prolongé), fabricat amb els mateixos processos que els altres i amb la mateixa fórmula secreta, envellit en bótes de roure aconsegueix una excepcional qualitat. El Chartreuse VEP també pot ser groc o verd.
- L'Elixir Végétal de la Grande-Chartreuse, de 71 graus.

## Història

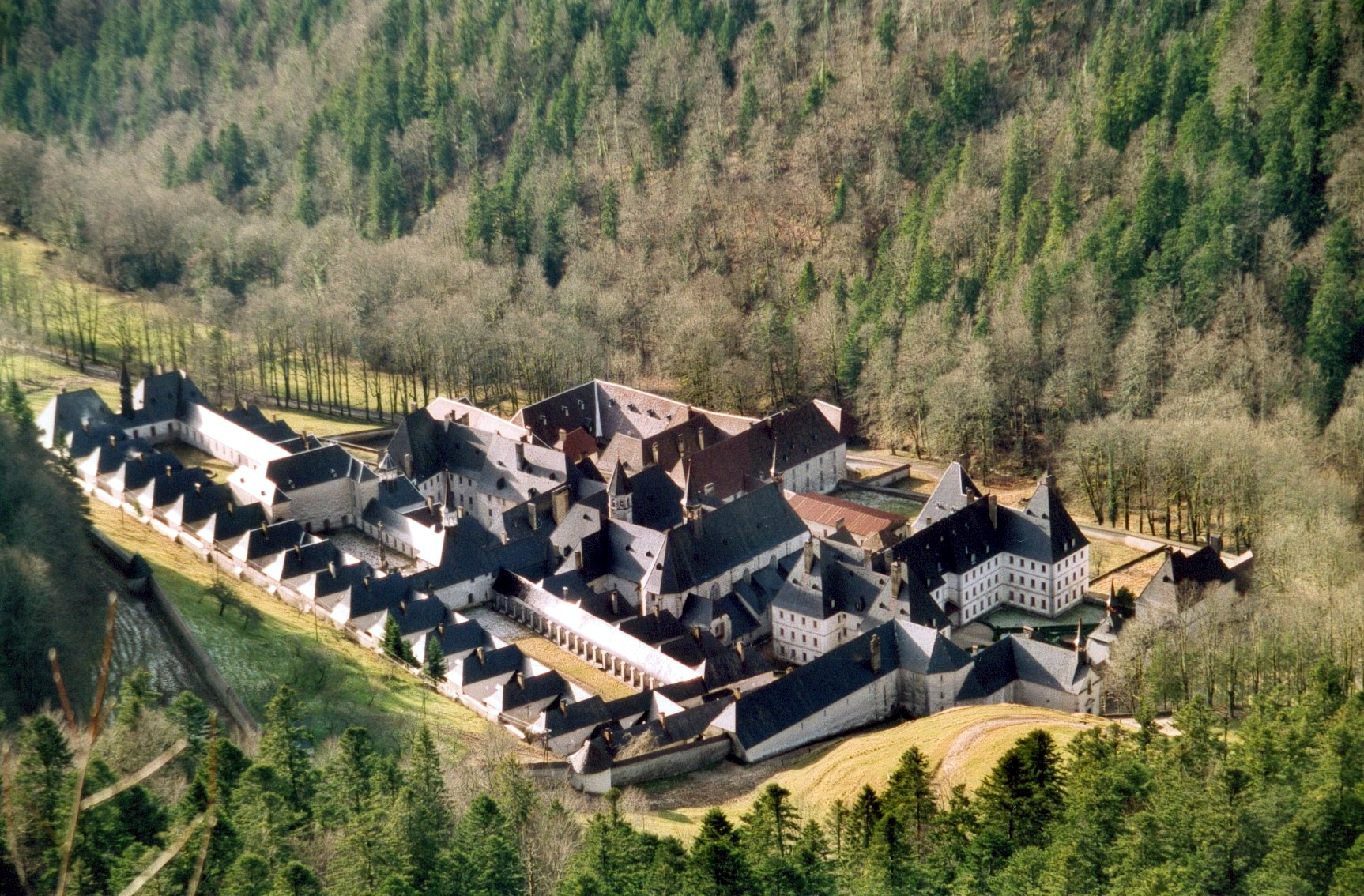
La Gran cartoixa, prop de Grenoble, a França

El Chartreuse va néixer el 1605, quan els monjos de la cartoixa de Vauvert a París (on actualment hi ha el Jardin du Luxembourg) van rebre un manuscrit del mariscal d'Estrées amb la fórmula d'un Elixir de llarga vida.
Ja que era massa complexa, la recepta no es va poder explotar fins al 1737 quan el monestir de la Gran Cartoixa, prop de Grenoble, comença a fer-ne un estudi exhaustiu.
La seva comercialització estava limitada als pobles propers a Grenoble i Chambéry.
Aquest elixir encara es comercialitza avui dia, amb el nom d'Elixir Végétal de la Grande-Chartreuse.
El Chartreuse verd va ser elaborat de forma definitiva per primera vegada l'any 1764 per Antoine Dupuy a la farmàcia de la Grande Chartreuse.
Com a conseqüència de la Revolució Francesa, els monjos renuncien a conservar la recepta i la donen al farmacèutic Liotard, de Grenoble.
La recepta tornarà al monestir de la Gran Cartoixa a la seva mort el 1816.
El Chartreuse groc es comença a comercialitzar per primer cop el 1838.
Expulsats de França el 1903, els cartoixans s'implantaren a Tarragona, on van reprendre la producció de Chartreuse, usant les mateixes etiquetes i afegint-ne una que deia Liqueur fabriquée à Tarragone par les Pères Chartreux (vegeu Fàbrica Chartreuse).
Al mateix temps, a Voiron, el govern francès va intentar de reproduir sense èxit la recepta del Chartreuse. L'empresa va ser un desastre i el 1927 va caure en bancarrota. Un grup de negociants locals van comprar totes les accions per un preu simbòlic i les van enviar als pares cartoixans de Tarragona com un regal.
El 1929 els cartoixans van tornar a França com a propietaris de la destil·leria de Voiron amb l'aprovació tàcita del govern, i van tornar a produir el Chartreuse. El 1935 una esllavissada va destruir la destil·leria, i tot i l'ordre d'expulsió, el govern va enviar enginyers de l'exèrcit per a construir una nova destil·leria prop de Voiron, on els monjos tenien un punt de distribució.
Després de la Segona Guerra Mundial, els monjos cartoixans van tornar a ser residents legals a França.
El 1990 es va deixar de produir Chartreuse a la fàbrica de Tarragona. Avui dia, el Chartreuse es produeix exclusivament a Voiron i els tres monjos de la Gran Cartoixa que coneixen la fórmula secreta preparen la barreja d'herbes.

## El Chartreuse de Tarragona
La destil·leria de la Chartreuse a Tarragona estava situada a la part baixa de la ciutat, a la Plaça dels Infants, prop del port i de l'estació de ferrocarril, des de l'any 1904 fins a l'any 1989. A Marsella també es produí Chartreuse, verd i groc, sota el nom de "Tarragona" des de l'any 1921 fins al 1929.
El Chartreuse és el licor més típic de Tarragona i és l'ingredient principal de la mamadeta, la beguda de les Festes de Santa Tecla: Chartreuse verd, Chartreuse groc i granissat. Des de l'abandonament de la producció de Chartreuse a Tarragona, aquest licor s'ha convertit en un producte encara més popular, i és fins i tot, objecte de les passions de molts col·leccionistes.